# 어반 삭스
어반 삭스는 라르 프리, 카탈로그의 리더이기도 한 질베르 아르망이 만든 그룹이자 프로젝트이며 개념이다.

## 개요
73년 질베르 아르망이 멘톤 클래식 축제에서 8인의 색서폰 연주단으로 조직한 것이 첫 시작이다. 이후 멤버가 점차 늘어나 21세기 들어서는 50명을 넘겼다. 아르망은 각지에서 연주하면서 해당 지역의 연주자들과 협연을 거듭해 최대 200인이 함께 연주한 적도 있다.
이 프로젝트는 주변과 공간에 있는 소리를 색서폰으로 구현해보자 하는 것이다. 색서폰은 연주자와 관객의 사이를 매개한다. 이것은 미니멀리즘과도 연결된다.
기본 원칙은 다층적인 리듬을 구축해서 '연속적인 소리'를 만들어내는 것이며 '먼 소리'로 관객에게 닿게 한다. 영상과 소리가 함께 어우러지며 여러 가지 색깔을 내기 위해 소프라노, 알토, 테너, 베이스, 바리톤 등 모든 색서폰을 동원한다. 색서폰이 연주될동안 아르망은 타악기를 다루거나 신서사이저를 연주한다. 어반 삭스의 음악은 제의적이다. 소리는 연속적이어서 그것이 어떤 의식과 연결되어도 이상하지 않다. 자카르타의 댄스이건, 터키의 수피음악이던, 중국의 궁중음악이던 상관없다.
그룹은 40명 정도로 이루어지지만 공연 도중에는 백여명이 될 수도 있다. 뮤지션들은 연주하면서 교체되기도 하고 다양한 의상으로 갈아입거나 하여 계속 변화한다. 사람들 앞에 4, 5개의 위치를 정해놓고 그룹 단위로 공간을 움직여가면서 연주를 한다.
어반 삭스에게 시각적 효과는 중요하다. 그들은 다양한 악기들 뿐 아니라 댄서들과도 협력해왔다. 프로젝트는 공연이 이루어지는 상황이나 장소 등에 따라 다르게 구현된다. 질베르 아르망은 지붕, 발코니, 공사장, 보트 등 지역에서 발견 가능한 모든 곳을 무대로 삼는다. 댄스 스쿨, 코러스, 광부, 소방수 등 누구 앞에서라도 연주하고 해외와도 교류한다. 음악가들은 자아를 감추기 위해 가면을 쓰고 우주복 같은 것을 입고 연주한다. 어반 삭스는 음악적 실험일 뿐 아니라 공동체적 실험이다.

## 음반 목록
- 1977 : Urban Sax 1- LP Cézame / Cobra COB 37.004 (CD 90 “Urban Sax 1 & 2” Spalax)
- 1978 : Urban Sax 2- LP Cézame / Cobra COB 37.017 (CD 90 “Urban Sax 1 & 2” Spalax)
- 1982 : avec Pierre Henry: Paradise Lost- LP Philips 6313 293
- 1986 : Fraction Sur Le Temps- LP Celluloïd CEL 6788 (CD 91 EPM Musique 982042)
- 1991 : Spiral- CD EPM Musique FCD 1125
- 1991 : Live In Tokyo - Mirage de Son- VHS EPM Musique FVK 700001
- 1993 : To the Happy Few- CD + recueil & partitions Cézame SAM 002
- 1995 : Urban Sax à Jakarta- CD + livre photos Cézame / Kosinus AWA 95002
- 2001 : Quad Sax - CD Spalax Music CD 14563
- 2014 : Inside - DVD 5.1 + CD + VINYL + Livret - Urban Noisy Records UN 45800